# Melanophryniscus klappenbachi
Melanophryniscus klappenbachi är en groddjursart som beskrevs av Carlos M. Prigioni och Jose Langone 2000. Melanophryniscus klappenbachi ingår i släktet Melanophryniscus och familjen paddor. IUCN kategoriserar arten globalt som livskraftig. Inga underarter finns listade i Catalogue of Life.